# Прапор Макарова
Прапор Макарова — офіційний символ-прапор смт Макарів (Макарівського району Київської області), затверджений рішенням № 211-13-V Макарівської селищної ради від 17 травня 2007 року.

## Опис
Прямокутне полотнище із співвідношенням сторін 2:3 розділене на три горизонтальні смуги — малинову, синю хвилясту і жовту у співвідношенні 5:1:5.